# Shabab al-Sahel FC
Der Shabab al-Sahel Football Club (arabisch نادي شباب الساحل الرياضي, DMG Nādī Šabāb as-Sāḥil ar-Riyāḍī) ist ein libanesischer Fußballverein mit Sitz im Beiruter Vorort Haret Hreik. Seine Heimspiele trägt der Klub im Shabab Al Sahel Stadium aus.

## Geschichte
Der Verein wurde im Jahr 1966 gegründet und schaffte laut eigenen Angaben innerhalb von wenigen Jahren mehrere Aufstiege. Der Aufstieg in die erste Liga wurde dem Verein lange verwehrt, bis ihm 1985, während des libanesischen Bürgerkriegs, stattgegeben wurde. Zwar stieg man anschließend direkt wieder ab, kehrte jedoch nach zwei Jahren zurück und platzierte sich nach der Saison 1987/88 in der Mitte der Tabelle. Wobei diese Tabelle durch mehrere Punktabzüge und unterschiedlich gespielte Partien lediglich vom libanesischen Verband anerkannt ist. Nach einem weiteren Abstieg kehrte man zur Spielzeit 1991/92 in die erste Liga zurück und wurde mit 17 Punkten Sechster der Gruppe A. Nach der Saison 1993/94 stieg der Verein als Vorletzter der Tabelle wieder ab. Zur Spielrunde 1995/96 gelang dem Team der direkte Wiederaufstieg.
In den folgenden Jahren konnte sich der Verein in der ersten Liga halten und immer bessere Tabellenpositionen erreichen. In der Saison 1999/2000 erreichte die Mannschaft mit dem Gewinn des FA Cup ihren ersten Titel der Klubgeschichte. Durch die Involvierung in den Match-Fixing-Skandal wurde dem Klub zunächst ein Zwangsabstieg verordnet, dieser wurde jedoch zurückgenommen durch Punktabzüge für zwei Partien ersetzt, womit sie in der Liga verbleiben konnten. Nach einigen Jahren stieg der Verein erneut in die zweite Liga ab, kehrte mit 56 Punkten als Zweitligameister nach der Folgesaison jedoch direkt wieder zurück ins Oberhaus.
In den folgenden Jahren hielt sich der Verein überwiegend wieder im Mittelfeld der Tabelle auf. Bis zur Saison 2016/17, welche mit dem Abstieg endete, konnte man sich in der obersten Spielklasse halten. Mit 50 Punkten gelang nach dem Abstieg erneut der direkte Wiederaufstieg, wodurch man ab der Spielrunde 2018/19 wieder im Oberhaus vertreten war. Zudem konnte man sich im Jahr 2019 auch noch erstmals den Titel des Elite Cup sichern.